# Into the Fire
Cet article concerne la chanson de Thirteen Senses. Pour l'album de Bryan Adams, voir Into the Fire.
Singles de Thirteen Senses
Do No Wrong (en)
(2004) Thru the Glass (en)
(2005)
Into the Fire est une chanson du groupe britannique Thirteen Senses. Ce fut le titre "phare" qui fit réellement connaître le groupe. Il est issu de l'album The Invitation.

## Dans la culture
Sauf indication contraire, les informations mentionnées dans cette section peuvent être confirmées par le générique de fin de l'œuvre audiovisuelle présentée ici, ainsi que par la base de données cinématographiques IMDb,  présente dans la section « Liens externes ».
Le titre Into the Fire a été utilisé dans de nombreux films et séries télévisées, parmi lesquels on trouve :
- L'émission Match of the Day sur la chaine anglaise BBC
- Un clip de Jim Carrey diffusé lors des MTV Movie Awards américains en 2006
- La bande-annonce de la saison 2 la série américaine Rescue Me : Les Héros du 11 septembre
- L'épisode pilote de la série médicale Grey's Anatomy
- Le treizième épisode de la Saison 8 de la série Grey's Anatomy
- Le douzième épisode de la Saison 12 de la série Grey's Anatomy
- Le premier épisode de la saison 3 de la série Les 4400
- Un épisode de la seconde saison de Tru Calling
- Le film Les Chevaliers du Ciel
- Un épisode d'Urgences, dans la saison 11, intitulé Le Spectacle Continue (en musique de fond)
- La pub Ushuaïa Bio en 2009
- Le film Thirteen en 2003

## Liste des éditions

### Into the Fire(CD 1) [2004]
1. Into the Fire (Radio Edit) [3:21]
2. Late Gazes [5:10]

### Into the Fire(CD 2) [2004]
1. Into the Fire (Alternative Album Mix) [3:33]
2. Falling to the Ground [4:16]
3. Tended to Break Us (Early Demo) [1:24]

### Into the Fire(Disque phonographique) [2004]
1. Into the Fire (Album Version) [3:38]
2. This is an Order [2:16]

### Into the Fire(Disque promotionnel ) [2004]
1. Into the Fire (Radio Edit) [3:21]
2. Into the Fire (Alternative Edit) [2:53]